# Ty Simpkins
Ty Keegan Simpkins (* 6. August 2001) ist ein US-amerikanischer Schauspieler, der bereits seit seinem Geburtsjahr in wesentlichen Film- und Fernsehrollen zu sehen ist.

## Leben und Karriere
Simpkins wurde 2001 als jüngstes von drei Kindern geboren. Sein älterer Bruder David ist aktuell (Stand: Februar 2011) als Model aktiv und die 1998 geborene Schwester Ryan ist wie Ty ebenfalls im Film- und Fernsehbereich tätig und kam bereits in einer Reihe namhafter Produktionen als Schauspielerin zum Einsatz.
Seine erste wesentliche Rolle hatte Simpkins bereits im Alter von drei Wochen, als er in der Langzeit-Seifenoper Liebe, Lüge, Leidenschaft in einer wiederkehrenden Rolle in drei Episoden zu sehen war und danach auch noch in einer anderen Rolle in einer Episode zum Einsatz kam. Noch im gleichen Jahr wurde er in den Cast der ebenfalls als Langzeit-Produktion etablierten Seifenoper Springfield Story aufgenommen, wo er Jude Cooper Bauer, den Sohn der beiden Charaktere Dr. Fredrick „Rick“ Bauer (gespielt von Michael O’Leary) und Harley Cooper (gespielt von Beth Ehlers), darstellte. Nachdem er im Jahre 2005 aus der Produktion der Serie genommen wurde, schlüpfte Aaron Hart in seine Rolle, gefolgt von Robert Danza junior, der im Jahre 2007, nach dem Abgang Harts, die Rolle übernahm und in dieser kurzzeitig bis 2008 zu sehen war. Des Weiteren erhielt er im Jahre 2005 einen Auftritt in einer Folge von Criminal Intent – Verbrechen im Visier und wurde in einer kleinen Rolle auch in Steven Spielbergs Krieg der Welten eingesetzt.
2006 folgte für den Jungen eine wesentliche Rolle in dem Film Little Children, sowie eine kleine Rolle in Das Spiel der Macht, gefolgt vom Jahr 2007, in dem Simpkins in keiner namhaften Produktion zu sehen war. Dies änderte sich ein Jahr später, nachdem er das Jahr 2007 nicht in einer einzigen Schaffenspause verbrachte, sondern beim Dreh verschiedener Produktionen im Einsatz war. So war er schließlich im Film Gardens of the Night an der Seite seiner Schwester zu sehen, die im Film eine der Hauptrollen übernahm. Des Weiteren folgten für Simpkins Auftritte in jeweils einer Episode von CSI – Den Tätern auf der Spur und Private Practice, sowie Auftritte in den Filmen Das Gesetz der Ehre, wo er erneut an der Seite seiner älteren Schwester zu sehen war und beide die Kinder der Hauptrolle Jimmy Egan (gespielt von Colin Farrell) verkörperten. Auch im Jahre 2008 erschien der Film Zeiten des Aufruhrs, wo der Junge zum wiederholten Male neben seiner Schwester zum Einsatz kam und beide die Kinder der Hauptfiguren Frank Wheeler (gespielt von Leonardo DiCaprio) und April Wheeler (gespielt von Kate Winslet) mimten. 2009 folgte für Ty Simpkins eine weitere erfolgreiche Zeit, als er in verschiedenen Filmen eine Hauptrolle bzw. eine wesentliche Nebenrolle übernahm. Unter anderem war er dabei in den Filmen Family of Four und Abracadabra zu sehen.
2010 folgten weitere größere Rollen in den Filmen Insidious, Sitters Street und 72 Stunden – The Next Three Days. In dem letztgenannten Film spielte er den Sohn von John Brennan (gespielt von Russell Crowe) und dessen Ehefrau Lara Brennan (gespielt von Elizabeth Banks). In dem Kurzfilm Sitters Street war er bereits zum vierten Mal an der Seite seiner älteren Schwester Ryan zu sehen, die in diesem Film nicht nur als Schauspielerin aktiv war, sondern auch einen Teil des Drehbuchs schrieb, sowie als Koproduzentin und zweite Regisseurin engagiert war. Ein weiterer Film, in dem Ty Simpkins mitwirkte, war Extracted, der im Jahr 2011 erschien. 2013 konnte man ihn in Insidious: Chapter 2 von James Wan sowie in Iron Man 3 von Shane Black sehen. Im Jahr 2015 war Simpkins in der Rolle von Gray, einem Neffen von Claire Dearing, im Film Jurassic World zu sehen.
Daneben war Simpkins bereits in verschiedenen Werbespots und Musikvideos, aber auch in Werbungen in Druckmedien zu sehen. Dabei war er nicht nur bei Werbekampagnen in den Vereinigten Staaten engagiert, sondern auch für verschiedene Kampagnen in Europa.

## Trivia
- Im Laufe seiner noch recht kurzen Karriere spielte Simpkins in den Filmen Little Children, Insidious, Insidious: Chapter 2 und Insidious: The Red Door den Film-Sohn von Patrick Wilson.
- Mit Kate Winslet arbeitete er bereits in drei Filmen zusammen.
- Er stammt von der Ostküste der USA, lebt aber in Hollywood.
- Wenn er nicht gerade für einen Film im Einsatz ist, geht der begeisterte Hobbysportler und -musiker auf eine öffentliche Schule.
- Sein Vater Stephen, ein begeisterter Baseballfan, suchte die Namen von Ty und dessen Schwester Ryan aus. Zum Namen Ty kam er durch den ehemaligen Baseballprofi Ty Cobb, zum Namen Ryan durch den ebenfalls als Baseballprofi legendär gewordenen Nolan Ryan.
- Sein Engagement zu Das Spiel der Macht war so kurzfristig, dass er, nach dem per Telefon vereinbarten Engagement, nur drei Stunden Zeit hatte, seine Koffer zu packen und zum nächstgelegenen Flughafen zu kommen.

## Filmografie
- 2001–2002: Liebe, Lüge, Leidenschaft (One Life to Live, Fernsehserie, vier Folgen)
- 2001–2005: Springfield Story (Guilding Light, Fernsehserie, 47 Folgen)
- 2005: Criminal Intent – Verbrechen im Visier (Law & Order: Criminal Intent, Fernsehserie, eine Folge)
- 2005: Krieg der Welten (War of the Worlds)
- 2006: Little Children
- 2006: Das Spiel der Macht (All the King’s Men)
- 2008: Gardens of the Night
- 2008: CSI: Vegas (CSI: Crime Scene Investigation, Fernsehserie, eine Folge)
- 2008: Das Gesetz der Ehre (Pride and Glory)
- 2008: Private Practice (Fernsehserie, eine Folge)
- 2008: Zeiten des Aufruhrs (Revolutionary Road)
- 2009: Family of Four
- 2009: Abracadabra
- 2010: Insidious
- 2010: Sitters Street
- 2010: 72 Stunden – The Next Three Days (The Next Three Days)
- 2012: Arcadia
- 2012: Extracted
- 2013: Iron Man 3
- 2013: Insidious: Chapter 2
- 2015: Hangman
- 2015: Jurassic World
- 2016: The Nice Guys
- 2017: Casino Undercover
- 2018: Insidious: The Last Key
- 2019: Avengers: Endgame
- 2022: The Whale
- 2023: Insidious: The Red Door